# Burcht Posterstein
De Burcht Posterstein (Duits: Burg Posterstein) is een kasteel bij de Duitse plaats Posterstein, in het Landkreis Altenburger Land, Thüringen (deelstaat).

## Geschiedenis
Tot in de 16e eeuw werd het kasteel Stein genoemd. De eerste bekende vermelding dateert uit een document uit het jaar 1191, waarin de ministeriaal Gerhard de Nubodicz en zijn moeder Mechthilde van Stein werden vermeld. Verder werden als eigenaren genoemd: ridder Gerhard de Middelste, Gerhard genoemd von Löwenberg, Gerhard de Jongere, Conrad Heidenreich en Eberhard von Stein (de Lapide).
In de 15e eeuw kwam het land in bezit van de gebroeders Puster die in overeenstemming met het spraakgebruik van de tijd als Postern vom Steyne aangeduid werden - een indicatie van hoe de sinds de 16e eeuw gebruikelijke plaatsnaam Posterstein tot stand is gekomen. 
In 1528 kwam het kasteel in het bezit van de familie Pflugk, die na verloop van tijd erin slaagde de heerlijkheid door effectief bestuur en vruchtbaar huwelijksbeleid te versterken en uit te breiden. In de 17de eeuw werd het door de tijd zwaar getekende en door de oorlog getroffen kasteel gerepareerd en de aangrenzende kerk van barok houtsnijwerk voorzien (opschrift: Johannis Hopf 1689). 
Na een aantal wisselingen van eigenaar (von Werder, von Flemming) verwierf in 1833 de burgerlijke familie Herrmann het riddergoed. Van 1913-1915 volgde Rudolf Ditzen (1893-1947), later bekend als schrijver Hans Fallada, zijn agrarische opleiding in Posterstein. 
Met de implementatie van de landhervorming in Thüringen werd ook het riddergoed Posterstein in 1946 onteigend. Sinds 1952 bevindt zich in het door monumentenzorg beschermde kasteel het gelijknamige museum: Burg Posterstein. Van 1984 tot 1991 werd het complex volledig gerestaureerd.